# Jerzy Czerwiński (polityk)
Jerzy Czerwiński (ur. 19 czerwca 1960 w Niemodlinie, zm. 12 sierpnia 2024 w Prudniku) – polski polityk, nauczyciel i samorządowiec, poseł na Sejm IV kadencji, senator IX i X kadencji.

## Życiorys
Syn Władysława i Stanisławy. W 1983 zamieszkał w Prudniku. W 1984 ukończył studia na Wydziale Matematyczno-Fizycznym Politechniki Śląskiej, w 1993 studia podyplomowe z zakresu informatyki w Wyższej Szkole Pedagogicznej w Opolu, a w 2013 studia podyplomowe z zakresu nauczania matematyki w szkołach na PŚ. Od 1984 do 1985 był specjalistą ds. jakości w Zakładach Urządzeń Komputerowych MERA-ELZAB w Zabrzu. Od 1986 do 1987 pracował w szpitalu wojewódzkim. W latach 1987–2013 był zatrudniony jako nauczyciel w liceum w Białej. W 2013 został nauczycielem fizyki w Centrum Kształcenia Zawodowego i Ustawicznego w Prudniku. W 1998 zwyciężył w plebiscycie „Belfer Roku” organizowanym przez „Gazetę Wyborczą”.
W latach 1993–1995 należał do Ruchu dla Rzeczypospolitej, później działał w Ruchu Odbudowy Polski; w 1995 współorganizował kampanię prezydencką Jana Olszewskiego w Opolu. W wyborach w 1993 bezskutecznie startował do Sejmu. W latach 1994–1998 był radnym Prudnika, następnie do 2001 zasiadał w radzie powiatu prudnickiego (mandat uzyskał z ramienia Akcji Wyborczej Solidarność). Od 1995 do 1997 był prezesem zarządu wojewódzkiego ROP. Z listy tej partii kandydował do Sejmu w wyborach w 1997.
Po odejściu w 1997 z ROP przystąpił do Ruchu Katolicko-Narodowego, założonego przez Antoniego Macierewicza. W wyborach parlamentarnych w 2001, startując z listy Ligi Polskich Rodzin w okręgu opolskim, uzyskał 5718 głosów i został wybrany na posła IV kadencji. Od października 2001 pełnił funkcję wiceprzewodniczącego Komisji Mniejszości Narodowych i Etnicznych. W listopadzie 2002 współtworzył koło poselskie RKN, wszedł również w skład zarządu tej partii.
W 2005 bezskutecznie startował do Senatu VI kadencji z ramienia własnego komitetu wyborczego. Rok później uzyskał mandat radnego Sejmiku Województwa Opolskiego z ramienia Prawa i Sprawiedliwości. W przedterminowych wyborach parlamentarnych w 2007 bez powodzenia kandydował z listy PiS (otrzymał 5984 głosy). W wyborach samorządowych w 2010 ponownie wybrany do sejmiku. W tych samych wyborach bez powodzenia ubiegał się o urząd burmistrza Prudnika. W wyborach w 2014 nie uzyskał ponownie mandatu radnego województwa (znajdował się na liście PiS, był kandydatem rekomendowanym przez Solidarną Polskę).
W 2015 wystartował ponownie do Senatu, tym razem z ramienia PiS (jako członek RKN) w okręgu nr 51. Uzyskał mandat senatora IX kadencji, otrzymując 41 623 głosy. W trakcie kadencji przeszedł z RKN do PiS. Od 2015 należał do Stowarzyszenia „Ziemia Prudnicka”, które zajęło się organizowaniem wydarzeń o charakterze patriotycznym, religijnym i narodowym w rejonie Prudnika.
W wyborach w 2019 z powodzeniem ubiegał się o senacką reelekcję, otrzymując 73 426 głosów. W wyborach parlamentarnych w 2023 utracił mandat senatora, przegrywając z kandydatem Koalicji Obywatelskiej Tadeuszem Jarmuziewiczem. W 2024 został wybrany do Sejmiku Województwa Opolskiego VII kadencji.
Zmarł 12 sierpnia 2024 w swoim domu w Prudniku. Prezydent Andrzej Duda nadał mu pośmiertnie Krzyż Oficerski Orderu Odrodzenia Polski (2024). 16 sierpnia 2024 został pochowany na cmentarzu parafialnym w Niemodlinie.

## Wyniki wyborcze
| Wybory | Komitet wyborczy              | Komitet wyborczy               | Organ                         | Okręg           | Wynik          |
| ------ | ----------------------------- | ------------------------------ | ----------------------------- | --------------- | -------------- |
| 1993   |                               | Koalicja dla Rzeczypospolitej  | Sejm II kadencji              | nr 30           | 350 (0,11%)    |
| 1994   |                               | Prudnicki Blok Centroprawicowy | Rada Miejska w Prudniku       | nr 22           | 76 (28,67%)    |
| 1997   |                               | Ruch Odbudowy Polski           | Sejm III kadencji             | nr 30           | 5127 (1,70%)   |
| 1998   |                               | Akcja Wyborcza Solidarność     | Rada Powiatu Prudnickiego     | nr 2            | 581 (13,94%)   |
| 2001   |                               | Liga Polskich Rodzin           | Sejm IV kadencji              | nr 21           | 5718 (1,84%)   |
| 2005   |                               | KWW Jerzego Czerwińskiego      | Senat VI kadencji             | nr 21           | 19 563 (7,32%) |
| 2006   |                               | Prawo i Sprawiedliwość         | Sejmik Województwa Opolskiego | nr 4            | 3876 (7,55%)   |
| 2007   | Sejm VII kadencji             | Prawo i Sprawiedliwość         | nr 21                         | 5984 (7,09%)    |                |
| 2010   | Sejmik Województwa Opolskiego | Prawo i Sprawiedliwość         | nr 4                          | 4059 (7,58%)    |                |
| 2010   | Burmistrz Prudnika            | Prawo i Sprawiedliwość         | –                             | 1539 (18,05%)   |                |
| 2014   | Sejmik Województwa Opolskiego | Prawo i Sprawiedliwość         | nr 4                          | 2284 (4,72%)    |                |
| 2015   | Senat IX kadencji             | Prawo i Sprawiedliwość         | nr 51                         | 41 623 (43,23%) |                |
| 2019   | Senat X kadencji              | Prawo i Sprawiedliwość         | nr 51                         | 73 426 (45,54%) |                |
| 2023   | Senat XI kadencji             | Prawo i Sprawiedliwość         | nr 51                         | 75 193 (39,65%) |                |
| 2024   | Sejmik Województwa Opolskiego | Prawo i Sprawiedliwość         | nr 4                          | 7723 (14,10%)   |                |

## Poglądy
Wypowiadał się negatywnie m.in. o gender, osobach homoseksualnych i transseksualnych, islamie, aborcji i eutanazji. Krytykował projekt unijnej dyrektywy w sprawie zmian w korzystaniu z urlopu rodzicielskiego, który pozwalał korzystać z niego mężczyznom.
W 2021 w wypowiedzi dla Radia Opole skrytykował możliwość swobodnego określania własnej tożsamości w Narodowym Spisie Powszechnym Ludności i Mieszkań 2021, a także zaproponowane przez Adama Bodnara wpisanie praw Ślązaków i Wilamowian w ustawę o mniejszościach narodowych, etnicznych i języku regionalnym.